# Yan Lianke

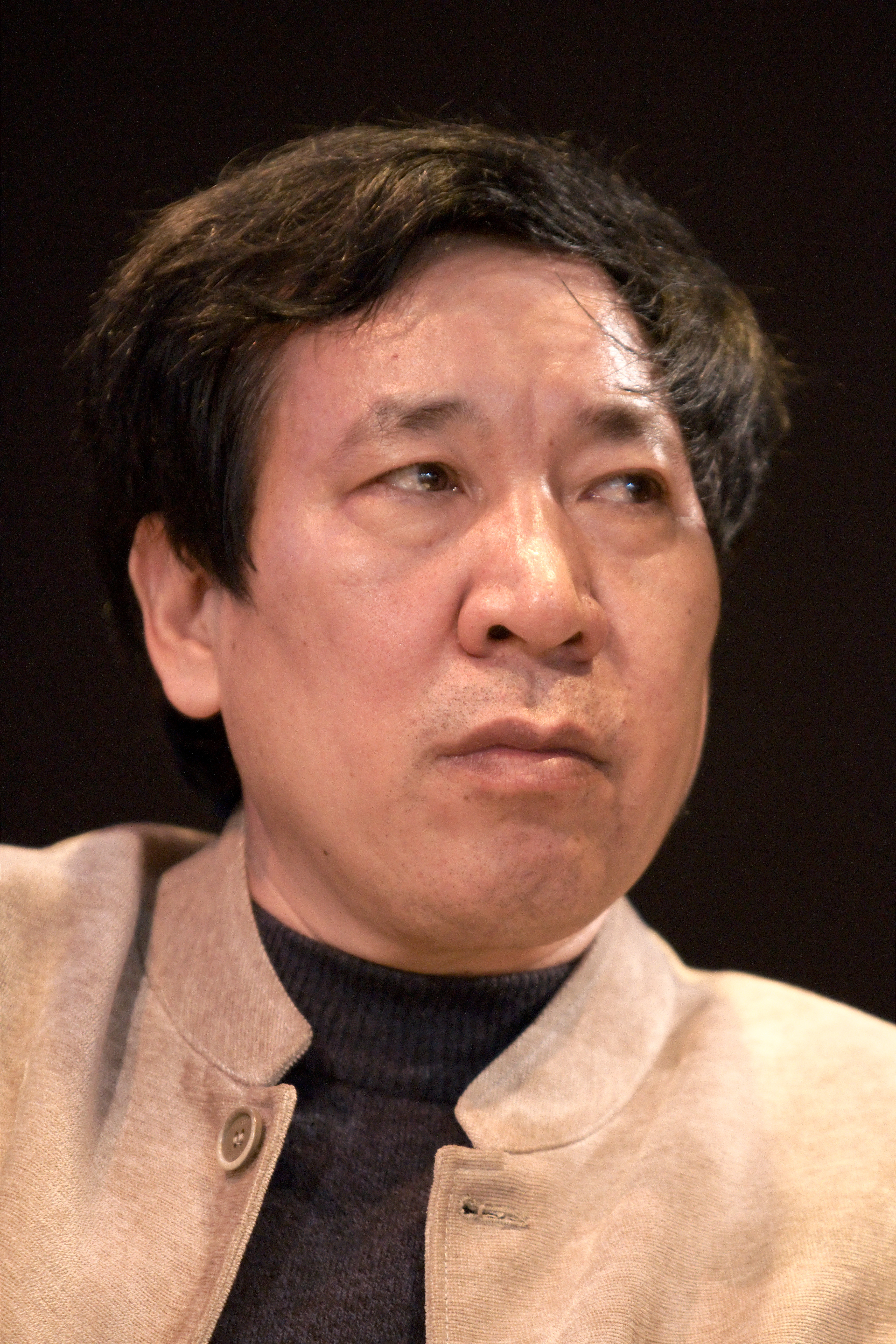
Yan Lianke (2010)

Yan Lianke (chinesisch 阎连科; * 24. August 1958) ist ein bedeutender chinesischer Schriftsteller der Gegenwart.

## Biographie
Yán Liánkē wurde 1958 im Kreis Sōng der Stadt Luoyang in der Provinz Henan geboren. 1978 trat er in die Volksbefreiungsarmee ein. 1985 schloss er sein Studium an der Hénán-Universität ab, 1991 erwarb er einen weiteren Abschluss an der Kunsthochschule der Volksbefreiungsarmee in Literatur. Yan Lianke lebt in Peking.
Yan Lianke ist Träger des Lu-Xun-Literaturpreises. Für seinen Roman Shòu huó «受活» wurde er 2005 mit dem Lao-She-Literaturpreis ausgezeichnet.
Im Jahr 2006 erregte Yans Roman Dīng zhuāng mèng «丁庄梦» („Der Traum des Dorfes Ding“; in deutscher Übersetzung: Der Traum meines Großvaters) Aufsehen. In diesem Roman beschreibt er, wie die Bauern eines Dorfes in Henan gegen Geld Blut spenden, um – mangels anderer Einnahmequellen – mit dem Wirtschaftsboom Schritt zu halten. Einige Jahre später stellt sich heraus, dass sich fast die gesamte Bevölkerung mit Aids infiziert hat, und nunmehr profitieren nur mehr die Sarghändler von den neuen Freiheiten des Kapitalismus.
2011 erschien Yans Roman Si Shu «四书»; (The Four Books (2015); in deutscher Übersetzung: Die vier Bücher (2017)). Der Roman stand auf der Shortlist für den Man Booker International Prize 2017 und wurde mit dem Franz-Kafka-Literaturpreis 2014 ausgezeichnet. Das Buch beschäftigt sich mit Maos Großem Sprung sowie der Große Chinesische Hungersnot und ist in China verboten.
Sowohl Der Traum meines Großvaters als auch Dem Volke dienen und Die vier Bücher sind seit Jahren auf dem chinesischen Index.
2021 erhielt er den Newman Prize for Chinese Literature.

## Werke
- Si Shu «四书»; The Four Books (2015)
  - Die vier Bücher. Übersetzung Marc Hermann. Köln : Eichborn 2017, ISBN 978-3-8479-0637-7.
- Qínggǎn yù «情感狱».
- Zuì hòu yī gè nǚ zhī qīng «最后一个女知青».
- Rìguāng liú nián «日光流年».
- Jiān yìng rú shuǐ «坚硬如水» (Cháng Jiāng wényì chūbǎnshè 长江文艺出版社 2001); ISBN 7-5354-2124-5.
- Shòu huó «受活» (Chūnfēng wényì chūbǎnshè 春风文艺出版社 2004); ISBN 7-5313-2695-7, dt. Lenins Küsse, Köln, Eichborn 2015, ISBN 978-3-7325-1883-8.
- Wèi rénmín fúwù «为人民服务», dt. Dem Volke dienen, Berlin, Ullstein 2007, ISBN 978-3-550-08687-8.
- Dīng zhuāng mèng «丁庄梦» (Shànghǎi wényì chūbǎnshè 上海文艺出版社 2006); ISBN 7-5321-2948-9, dt. Der Traum meines Großvaters, Berlin, Ullstein 2009, ISBN 978-3-550-08749-3.
- Nián-yuè-rì «年月日».
- Pálóu tiāngē «耙耧天歌» (Běiyuè wényì chūbǎnshè 北岳文艺出版社 2001); ISBN 7-5378-2267-0.